# Болехів
Боле́хів — місто в Україні, в Калуському районі Івано-Франківській області. Адміністративний центр Болехівської міської громади. Територія міста становить 3669 га. Розташоване в передгір'ях Українських Карпат (масив Сколівські Бескиди), на річці Сукіль (басейн Дністра), на шляху Львів — Чернівці. У місті є залізнична станція "Болехів".

## Населення

### Чисельність
- 1959 — 8,4 тис. мешканців.
- 2001 — 11,3 тис. мешканців.

### Національний склад
Розподіл населення за національністю за даними перепису 2001 року:
| Національність  | Відсоток |
| --------------- | -------- |
| українці        | 98,52%   |
| росіяни         | 0,87%    |
| поляки          | 0,39%    |
| інші/не вказали | 0,22%    |

### Мова
Розподіл населення за рідною мовою за даними перепису 2001 року:
| Мова            | Чисельність, осіб | Відсоток |
| --------------- | ----------------- | -------- |
| Українська      | 10 429            | 98,48%   |
| Російська       | 125               | 1,18%    |
| Польська        | 14                | 0,13%    |
| Білоруська      | 5                 | 0,05%    |
| Румунська       | 3                 | 0,03%    |
| Угорська        | 1                 | 0,01%    |
| Вірменська      | 1                 | 0,01%    |
| Грецька         | 1                 | 0,01%    |
| Болгарська      | 1                 | 0,01%    |
| Інші/Не вказали | 10                | 0,09%    |
| Разом           | 10 590            | 100%     |

## Географія
Місто Болехів на відстані 65 км  від обласного центру — міста Івано-Франківськ (65 км напряму, 78 км шляхами).
Відстань від м. Болехів до: Львова — 87 км (94 км шляхами); Тернополя — 138 км (177 км шляхами); Чернівців — 174 км (213 км шляхами); Ужгорода — 124 км (222 км шляхами); Києва — 509 км (633 км шляхами).
Через місто протікає річка Сукіль (бачейн р. Дністер).
На північно-східній околиці річка Березниця впадає у Сукіль.

## Історія

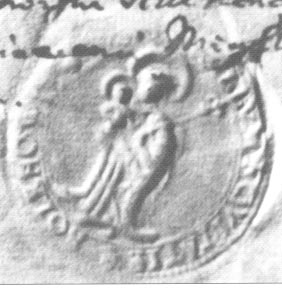
Печатка міста XVII століття

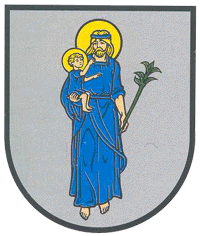
Герб XVII століття

Перша письмова згадка про «болехівські» землі належить до 1371 р. В актових документах XV ст. окремо згадуються два села: Болехів Волоський (відомий з 1472 р.) і Болехів Руський (з 1488 р.). У поборовому реєстрі 1515 року в обох цих Болеховах (лат. Bolechow Uterque) разом із сусідніми селами Підгірки і Тисів (в реєстрі Podhorcze і Czyszow) документуються 3 попи (отже, уже тоді було 3 церкви), два млини і 30 ланів (близько 450 га) оброблюваної землі. У 1546 р. в місцевості Стара Баня спорудили перше підприємство — солеварню. 
9 грудня 1603 р. Сигізмунд ІІІ затвердив локацію на магдебурзькому праві містечка Болехів, яке було закладене між селами Болехів Руський і Болехів Волоський. Локатором нового міського осередку виступив шляхтич з Плоцького воєводства Миколай Ґедзинський. Трьома роками раніше він придбав Болехівську маєтність (куди станом на цей час входили села Болехів Волоський, Болехів Руський, Бряза, Довжка, Поляниця, Розтока, Тисів і Церковна) у накельського каштеляна Яна Чарнковського і його дружини Зоф’ї (з Гербуртів) за 33 250 злотих.
У XVI—XVII столітті Болехів кілька разів грабували і руйнували кримські татари. Населення Болехова брало активну участь у Національно-визвольній війні 1648—1654 рр. і в опришківському русі XVIII століття.
Після Першого поділу Речі Посполитої у 1772 р. місто увійшло до складу Австрії.
1 січня 1875 року стала до ладу станція Болехів Залізниці Ерцгерцога Альбрехта.
1890 р. половину населення міста складали євреї.
Під час Першої світової війни в районі Болехова відбувались запеклі бої. Так 31 травня 1915 року, прорвавши австрійські загони 130 бригади, російські війська оточили І курінь УСС біля Болехова. Вихід з оточення був тяжким. Крім убитих і поранених, багато стрільців потрапило в полон, серед них чотар А. Артимович, сотник Осип Букшований, хорунжа Олена Степанівна, хорунжий В. Свідерський, чотар Д. Кравс та інші. Під прицільним вогнем артилерії ще до початку наступу опинились і позиції в чистому полі під Гузіївом сотень II куреня. Але під час атаки стрільці цього куреня спинили наступ російських військ на залізничному шляху поблизу Болехова. Цьому допомогла і новоприбула з Коша сотня під проводом чотаря Івана Цяпки. До речі, під час війни І. Цяпка став улюбленцем стрільців за веселу вдачу, спокій, розсудливість, гумор. Саме йому пізніше була присвячена стрілецька пісня «Бо війна війною». В боях під Болеховом УСС зазнали великих втрат: 15 вбито, 50 поранено, 150 потрапило в полон. Спроба перехопити ініціативу не привела до суттєвих змін, і вздовж загального фронту почався відступ російських військ. За місто боролася сотня Дмитра Вітовського та О. Букшованого. Серед хоробрих стрільців, у цьому бою себе виявив Григорій Трух, який був командиром чоти у сотні Дмитра Вітовського, провідником розвідувальних стеж у Карпатах. Поранений під Болеховом 30 травня 1915 року, неподалік залізничної платформи потрапив у полон.
1919 р. Болехів окупований військами Польщі. 1929 р. у склад міста включені гміни Болехів Руський, Вавилон Новий, Соломонова Гірка і Волоське Село.
1939 року в місті проживало 11700 мешканців (4700 українців-грекокатоликів, 1000 українців-латинників, 1400 поляків, 3900 євреїв і 700 німців та інших національностей).
1939 р. в результаті анексії Радянським Союзом західноукраїнських земель Болехів приєднаний до Української РСР.
Місто стало відомим на Заході завдяки книзі американського письменника Даніеля Мендельсона «Загублені: Пошук шести із шести мільйонів» (англ. The Lost: A Search for Six of Six Million, ISBN 978-0-06-054297-9), яка розповідає про долю єврейської громади міста. До Другої світової війни близько половини мешканців міста були єврейського походження. Під час Голокосту з 3000 євреїв вижило лише 48.
1944 р. Болехів став центром однойменного району, який ліквідовано в 1964 р., а Болехів приєднано до Долинського району. До Болехова приєднане село Довжка (тепер — південна частина міста, з'єднана вулицею Довжанською). З 1993 р. місту надано статус міста обласного підпорядкування.

## Сьогодення
У Болехові працюють: ВАТ «Будматеріали», ТОВ «Елрун», Об'єднання промислових підприємств, Споживче товариство, житлово-комунальне підприємство, державне лісове господарство. Освіту в місті надають: дві середні школи, лісогосподарський ліцей-технікум, художня школа, музична школа, міжшкільний навчально-виробничий комбінат, два дошкільні заклади. В місті працюють Будинок культури, бібліотеки, клуби. З жовтня 1994 р. в місті виходить міська газета «Ратуша». Болехівський протопресвітеріат УГКЦ охоплює 21 парафію.

## Економіка
Ряд підприємців у місті займаються меблевим бізнесом, пошиттям шкіряних виробів тощо.

## Культура
Головний заклад культури Болехова Народний дім. Саме тут відбуваються численні культурні заходи, святкування й відзначення державних і місцевих дат, святкових подій, державних свят тощо; тут же діють аматорські колективи художньої самодіяльності.
У Болехові діє міський Музей історії.
Функцію естетичного виховання й підтримання художньо обдарованих дітей виконує Болехівська дитяча школа мистецтв.
Осередками інтелектуального і культурного спілкування в місті є бібліотеки, що входять до Болехівської центральної бібліотечної системи.
ВІА «Чорний Орач» 1960ті роки

## Пам'ятки і пам'ятники

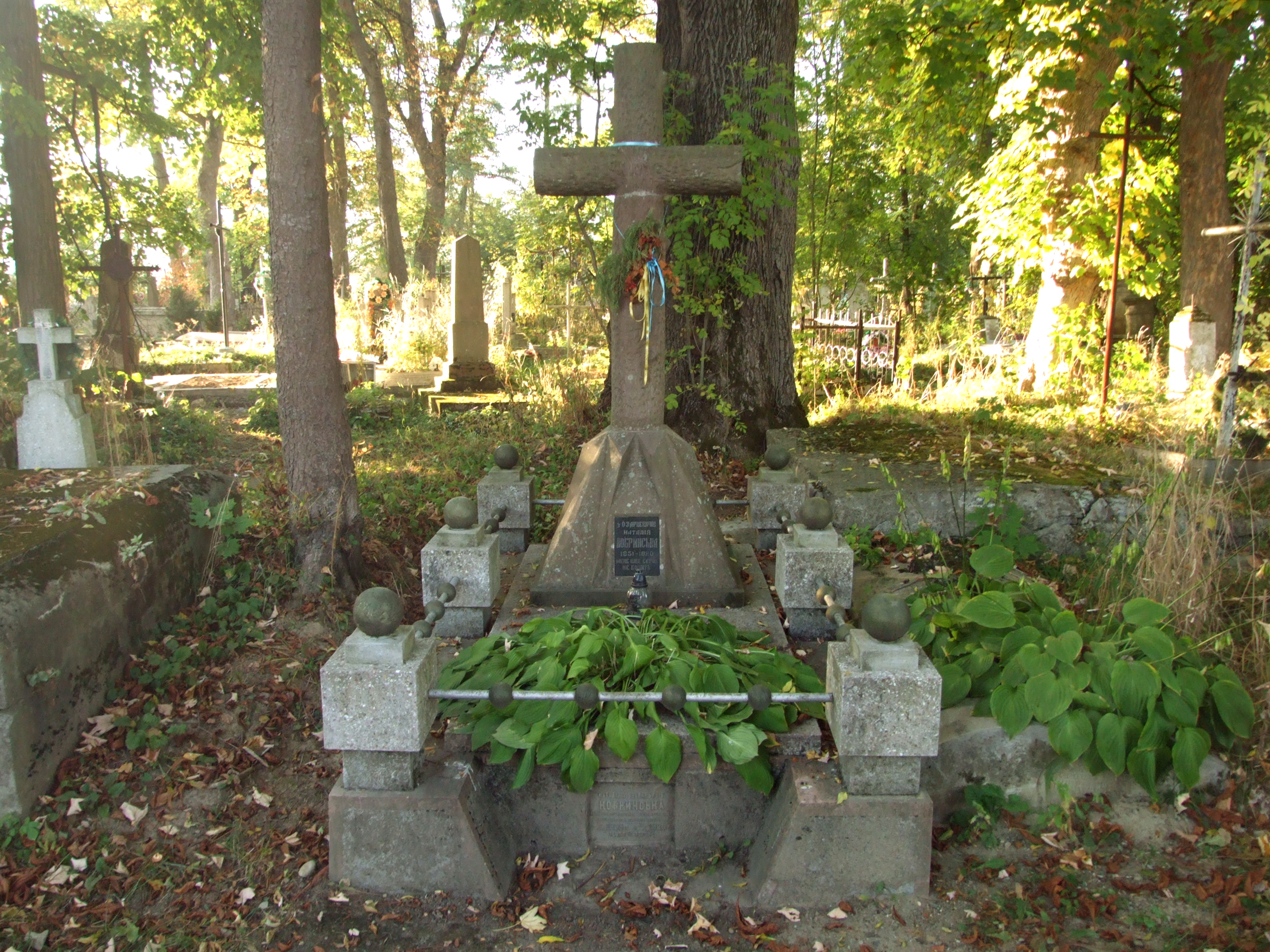
Могила Н. Кобринської, 1920 р.

- храми Святої Параскеви, Святої Анни[14][15], Жон Мироносиць,
- римо-католицький костел Вознесіння Матері Божої,
- залишки солеварні (середини 19 ст.),
- Болехівська ратуша (1863),
- Болехівська синагога,
- житлові будинки кінця 19 ст. на вул. Коновальця,
- монумент Іванові Франку,
- пам'ятник Михайлові Гаврилку,
- Хрест Героям ОУН-УПА[16],
- навчальні корпуси технікуму (колись приміщення суду та лісової школи).
- заповідне урочище В'язина Болехівська.

На Волоському цвинтарі міста споруджено пам'ятники на братській могилі загиблим у II світовій війні; на могилі Н. Кобринської, встановлено меморіальну дошку на будинку, у якому жила письменниця і бували І. Франко, О. Кобилянська, М. Павлик.

## Міста-партнери
- Новий Буг, Україна (2025)[17]

## Відомі люди

### Народились
Уродженцями міста і/або населених пунктів Болехівської міськради були:
- Михайло Басараб — український футболіст
- Бер (Біркенталь) з Болехова — підприємець, автор спогадів[18]
- Роман Василишин — український лікар
- Теофіл Горникевич (1891—1969) — церковний діяч УГКЦ
- Мирослав Герцик (нар. 1935) — провідний український тренер з веслування, організатор фізкультурно-спортивного руху, почесний ректор Львівського державного університету фізичної культури, член-кореспондент Української Академії наук, відмінник освіти України
- Лідія Дубіс (нар. 29 червня 1967) — український геоморфолог, ландшафтознавець, кандидат географічних наук, старший науковий співробітник, доцент Львівського національного університету імені Івана Франка
- Доктор Роман Залозецький — вчений, педагог, посол Галицького сейму[19]
- Іванишин Ярослав — «Скрегулець» (1924—1948) — чотовий у сотень «Журавлі» й «Рисі», у травні 1946 р. — сотенний; хорунжий УПА. Народився в м. Болехів. Закінчив Болехівську народну школу. Вступив до Стрийської гімназії, але через нестатки залишив навчання. Працював у кооперативному магазині в м. Болехові. В 1943 р. пішов до 14-ї панцергренадерської дивізії військ СС «Галичина». На Великодні свята 1944 р. приїхав до дому у відпустку і в дивізію вже не повернувся. Загинув у бою із військами НКВД між сс. Вербівка і Рівня Перегінського району Станіславської області.[20]
- Кондрат Святослав Павлович (1997—2023) — молодший сержант Збройних сил України, учасник російсько-української війни.
- Юрій Мушак (1904—1973) — перекладач, педагог, літературознавець.
- Ріхард Мюллер (1867—1950) — австро-угорський, австрійський і німецький офіцер, генерал артилерії запасу вермахту. Кавалер Лицарського хреста Військового ордена Марії Терезії.
- Петри-Пшибильська Яніна (1898—1960) — художник-графік, сценограф, скульптор.
- Ярослав Сабан — доктор сількогосподарських наук, професор.
- Юрій Проненко (1947 - 2015) - поет і прозаїк, художник, вчитель історії і філософії, майстер спорту з боксу і спортивного скелелазення

### Пов'язані з містом
- Петро-Богдан Гарасимів — сотник УСС та УГА, лікар.
- Наталія Кобринська (1855—1920) — українська письменниця і громадська діячка, організатор жіночого руху на Прикарпатті. Спільні справи єднали Н. Кобринську з Ольгою Кобилянською, яка часто відвідувала Болехів у 1920-х роках.
- У Болехові в 1884—1888 рр. бував Іван Франко. Він також перебував у с. Лолин, де написав ряд оповідань, а згодом на основі місцевого матеріалу створив драму «Украдене щастя».
- У місті жив та похований видатний діяч українського національно-визвольного руху, член Гельсінської спілки Ярослав Лесів.
- З 1919 року у Болехові мешкав Фелікс Сельський
- Омелян Савицький, професор, автор першого українського підручника з математики
- скульптор В. Черешнівський
- майстер скрипок Зеновій Петеш
- майстер-годинникар В. Василевський
- краєзнавець, засновник музею міста Р. Скворій

## Об'їзна дорога
Досить довго мешканців міста Болехова та навколишніх сіл турбує відсутність об’їзної дороги. Через місто пролягає частина автошляху національного значення Н10 Стрий – Мамалига. Спорудження об’їзду Болехова розпочали ще 1989 року за проектами капітального ремонту автодоріг місцевого значення. Відтоді на цій ділянці шляху влаштоване земляне полотно дороги і три штучні споруди — два шляхопроводи та залізобетонний міст через річку Сукіль, які станом на 2021 рік вже потребують ремонту.
У 2021 році, щоб розвантажити центр Болехова від автомобілів, було почато проєктування об'їзної дороги. Оновлено проєктно-кошторисну документацію, яка застаріла. Будівництво об'їзної має покращити екологію міста, розвантажити центр та зменшити кількість дорожньо-транспортних пригод і нещасних випадків на дорозі в місті.